# Ngô Quân Như
Ngô Quân Như (tên tiếng Anh: Sandra Ng Kwan-yue; sinh ngày 2 tháng 8 năm 1965) là một nữ diễn viên kiêm nhà sản xuất điện ảnh người Hồng Kông. Bà từng thắng giải Kim Mã và giải Kim Tượng cho nữ diễn viên chính xuất sắc nhất.

## Danh sách phim

### Thập niên 1980
| Năm  | Tựa đề tiếng Anh              | Tựa đề gốc            | Vai diễn                   | Ghi chú                    |
| ---- | ----------------------------- | --------------------- | -------------------------- | -------------------------- |
| 1984 | The Duke of Mount Deer        | 鹿鼎記                | Tsang Yau                  | Phim truyền hình           |
| 1984 | The Smiling, Proud Wanderer   | 笑傲江湖              | Cousin Kwan                | Phim truyền hình           |
| 1985 | Twinkle, Twinkle Lucky Stars  | 夏日福星              | Tourist in Thailand        |                            |
| 1986 | Peking Opera Blues            | 刀馬旦                | General Tun's wife         |                            |
| 1986 | The Return of Luk Siu Fung    | 陸小鳳之鳳舞九天      | Kei-kei                    | Phim truyền hình           |
| 1987 | Happy Bigamist                | 一屋兩妻              | Tung's friend              |                            |
| 1987 | Trouble Couples               | 開心勿語              | Agnes                      |                            |
| 1987 | Scared Stiff                  | 小生夢驚魂            | Judy                       |                            |
| 1987 | That Enchanting Night         | 良宵花弄月            | Ling Shan-shan             |                            |
| 1988 | The Inspector Wears Skirts    | 霸王花                | Amy                        |                            |
| 1988 | Love Soldier of Fortune       | 愛的逃兵              | Candy Ho                   |                            |
| 1988 | The Greatest Lover            | 公子多情              | Lily Zhu                   |                            |
| 1988 | King of Stanley Market        | 褲甲天下              | Gigi                       |                            |
| 1988 | Operation Pink Squad          | 霸王女福星            | Ng Siu-mui                 |                            |
| 1988 | Three Wishes                  | 黑心鬼                | Ng Kwan-yu                 |                            |
| 1988 | In the Line of Duty III       | 皇家師姐III雌雄大盜   | SCU agent                  |                            |
| 1988 | The Crazy Companies           | 最佳損友              | Doriana                    |                            |
| 1988 | Two Most Honorable Knights    | 絕代雙驕              | Third Lady                 | Phim truyền hình           |
| 1988 | The Crazy Companies II        | 最佳損友闖情關        | Doriana                    |                            |
| 1988 | How to Pick Girls Up!         | 求愛敢死隊            | Mei You-kong               |                            |
| 1988 | My Father's Son               | 鬥氣一族              | Wong Chor-yat              | Phim truyền hình           |
| 1989 | In Between Loves              | 求愛夜驚魂            | Ti                         |                            |
| 1989 | They Came to Rob Hong Kong    | 八寶奇兵              | Comrade Monroe             |                            |
| 1989 | The Romancing Star III        | 精裝追女仔之3狼之一族 | Cocktail waitress at disco |                            |
| 1989 | Lucky Guys                    | 福星臨門              | Chan Pak-seung             |                            |
| 1989 | Ghost Busting                 | 捉鬼有限公司          | Supervisor Kao             |                            |
| 1989 | Little Cop                    | 小小小警察            | Insp. Wu                   |                            |
| 1989 | Crocodile Hunter              | 專釣大鱷              | Bitchy Yuen Ying           |                            |
| 1989 | Thunder Cops II               | 流氓差婆 / 雌雄雙辣   | Fong Ngoi-nam              |                            |
| 1989 | Operation Pink Squad II       | 猛鬼大廈              | Married policewoman        | Also known as Thunder Cops |
| 1989 | Funny Ghost                   | 猛鬼撞鬼              | Gamble Yu                  |                            |
| 1989 | The Inspector Wears Skirts II | 神勇飛虎霸王花        | Amy                        |                            |
| 1989 | Vampire vs Vampire            | 一眉道人              | General's Cousin           |                            |